# Здравко Лазаров
Здравко Іванов Лазаров (болг. Здравко Иванов Лазаров; нар. 20 січня 1976, Септемврі, Болгарія) — колишній болгарський футболіст, а нині головний тренер клубу «Вихрен» (Санданський).
Професіональна кар'єра футболіста для Здравка на позиції вінгера тривала близько 30 років, за цей час він встиг зіграти в 15 клубах з Болгарії, Туреччини та Росії.
У футболці національної збірної Болгарії зіграв 31 матч, в яких відзначився 3-ма голами. Учасник Чемпіонату Європи з футболу 2004 року.

## Кар'єра гравця
Футбольну кар'єру розпочав у рідному місті Септемврі, в команді «Локомотив» (Септемврі). Після цього виступав за «Чадрафон» Гарбово (тепер — «Янтра»). Після двох вдалих для себе сезонів підписав контракт з ЦСКА (Софія). У футболці «армійців» грою не вражав, тому вже незабаром Здравка продали до «Міньора». У червні 1998 року підписав контракт з іншим грандом болгарського футболу, «Славія» (Софія). З 1999 по 2001 рік виступав за софійську «Славію». Після цього виступав за клуби турецької Суперліги «Коджаеліспор», «Газіантепспор» та «Ерджіясспор». За 6 сезонів, проведених у Туреччині, зіграв 202 матчі та відзначився 76-ма голами.
У липні 2007 року повернувся до Болгарії, де підписав контракт з софійською «Славією». У команді провів півсезону, за цей час відзначився 8-ма голами в 11-ти матчах. У грудні 2007 року виїхав до Росії, де уклав договір з ярославльським «Шинником». У 2008 році повернувся до Болгарії, де знову став гравцем софійського ЦСКА. Встиг відзначитися 2-ма голами в 15-ти матчах, після чого в поєдинку проти «Литекса» отримав травму, через яку перебував поза футболом протягом півроку. 11 червня 2009 року одразу після зустрічі з керівництвом ЦСКА розірвав трудову угоду з клубом.
11 червня 2009 року підписав 2-річний контракт з «Черно море». Виявив бажання взяти футболку з 11-им ігровим номером, яку на той час носив Георгій Какалов, після чого Какалов віддав вище вказаний номер Лазарову. У новій команді дебютував 7 липня, в товариському матчі проти софійського «Левські». 
У січні 2010 року вільним агентом перейшов у «Локомотив» (Пловдив). У болграському чемпіонаті дебютував за «Локо» 27 лютого в програному (2:3) поєдинку проти софійського ЦСКА, в якому реалізував два пенальті. Напередодні старту сезону 2010/11 років призначений капітаном команди. У вище вказаному сезоні відзначився 14-ма голами в групі «А». 15 березня 2012 року у матчі 1/4 фіналу кубку Болгарії проти «Левскі» (у додатковий час) відзначився переможним для «Локомотива» голом. 7 серпня 2012 року контракт Лазарова з клубом завершився.
Два дні по тому, втретє в кар'єрі, став гравцем «Славія» (Софія).
Протягом одного сезону виступав за «Хебир» (Пазарджик), але в червні 2017 року залишив клуб.

## Кар'єра тренера
У сезоні 2016/17 років виконував функцію помічника головного тренера клубу групи «В» «Хебир» (Пазарджик).
27 серпня 2018 року призначений головним тренером клубу Третьої ліги Болгарії «Вихрен» (Санданський). У своєму дебютному сезоні на тренерському містку клубу привів колектив з Санданського до третього місця в Південно-західній групі Третьої ліги.

## Статистика виступів

### Клубна
| Клуб                  | Ліга                | Сезон             | Ліга  | Ліга | Кубок | Кубок | Єврокубки | Єврокубки | Інші  | Інші | Загалом | Загалом |
| Клуб                  | Ліга                | Сезон             | Матчі | Голи | Матчі | Голи  | Матчі     | Голи      | Матчі | Голи | Матчі   | Голи    |
| --------------------- | ------------------- | ----------------- | ----- | ---- | ----- | ----- | --------- | --------- | ----- | ---- | ------- | ------- |
| ЦСКА (Софія)          | Група «А»           | 1995–96           | 8     | 0    | 1     | 0     | —         | —         | 2     | 0    | 11      | 0       |
| «Міньор» (Пернік)     | Група «А»           | 1997–98           | 22    | 7    | 0     | 0     | —         | —         | —     | —    | 22      | 7       |
| «Левські» (Софія)     | Група «А»           | 1998–99           | 23    | 3    | 2     | 0     | 3         | 2         | —     | —    | 28      | 5       |
| «Левські» (Софія)     | Група «А»           | 1999–00           | 4     | 0    | 0     | 0     | 2         | 0         | —     | —    | 6       | 0       |
| «Славія» (Софія)      | Група «А»           | 1999–00           | 20    | 6    | 0     | 0     | —         | —         | —     | —    | 20      | 6       |
| «Славія» (Софія)      | Група «А»           | 2000–01           | 8     | 2    | 0     | 0     | —         | —         | —     | —    | 8       | 2       |
| «Коджаеліспор»        | Суперліга Туреччини | 2000–01           | 24    | 8    | 2     | 2     | —         | —         | —     | —    | 26      | 10      |
| «Коджаеліспор»        | Суперліга Туреччини | 2001–02           | 32    | 9    | 4     | 2     | —         | —         | —     | —    | 36      | 11      |
| «Коджаеліспор»        | Суперліга Туреччини | 2002–03           | 24    | 7    | 3     | 0     | 2         | 0         | —     | —    | 29      | 7       |
| «Газіантепспор»       | Суперліга Туреччини | 2003–04           | 31    | 12   | 3     | 1     | —         | —         | —     | —    | 34      | 13      |
| «Газіантепспор»       | Суперліга Туреччини | 2004–05           | 28    | 13   | 2     | 0     | —         | —         | —     | —    | 30      | 13      |
| «Газіантепспор»       | Суперліга Туреччини | 2005–06           | 28    | 11   | 5     | 0     | —         | —         | —     | —    | 33      | 11      |
| «Ерджіясспор»         | Суперліга Туреччини | 2006–07           | 31    | 9    | 6     | 2     | —         | —         | —     | —    | 37      | 11      |
| «Славія» (Софія)      | Група «А»           | 2007–08           | 7     | 4    | 2     | 0     | —         | —         | —     | —    | 9       | 4       |
| «Шинник»              | Прем'єр-ліга Росії  | 2008              | 14    | 2    | 0     | 0     | —         | —         | —     | —    | 14      | 2       |
| ЦСКА (Софія)          | Група «А»           | 2008–09           | 15    | 2    | 0     | 0     | 0         | 0         | —     | —    | 15      | 2       |
| «Черно море»          | Група «А»           | 2009–10           | 10    | 0    | 0     | 0     | 3         | 0         | —     | —    | 13      | 0       |
| «Локомотив» (Пловдив) | Група «А»           | 2009–10           | 14    | 5    | 0     | 0     | —         | —         | —     | —    | 14      | 5       |
| «Локомотив» (Пловдив) | Група «А»           | 2010–11           | 29    | 14   | 2     | 1     | —         | —         | —     | —    | 31      | 15      |
| «Локомотив» (Пловдив) | Група «А»           | 2011–12           | 24    | 4    | 3     | 1     | —         | —         | —     | —    | 27      | 5       |
| «Локомотив» (Пловдив) | Група «А»           | 2012–13           | 0     | 0    | 0     | 0     | 2         | 2         | 1     | 0    | 3       | 2       |
| «Славія» (Софія)      | Група «А»           | 2012–13           | 27    | 4    | 6     | 1     | —         | —         | —     | —    | 33      | 5       |
| «Локомотив» (Пловдив) | Група «А»           | 2013–14           | 30    | 3    | 3     | 1     | —         | —         | —     | —    | 33      | 4       |
| «Монтана»             | Група «Б»           | 2014–15           | 28    | 7    | 3     | 0     | —         | —         | —     | —    | 31      | 7       |
| «Монтана»             | Група «А»           | 2015–16           | 19    | 0    | 2     | 0     | —         | —         | —     | —    | 21      | 0       |
| «Хебир» (Пазарджик)   | Третя ліга          | 2016–17           | 21    | 5    | 0     | 0     | —         | —         | —     | —    | 21      | 5       |
| Усього за кар'єру     | Усього за кар'єру   | Усього за кар'єру | 57    | 4    | 49    | 11    | 12        | 4         | 3     | 0    | 60      | 5       |

1. ↑  Кубок ПФЛ
2. ↑  Суперкубок Болгарії 2012

### У збірній
| національна збірна Болгарії | національна збірна Болгарії | національна збірна Болгарії |
| Рік                         | Матчі                       | Голи                        |
| --------------------------- | --------------------------- | --------------------------- |
| 2003                        | 1                           | 0                           |
| 2004                        | 10                          | 1                           |
| 2005                        | 11                          | 1                           |
| 2006                        | 2                           | 0                           |
| 2007                        | 2                           | 0                           |
| 2008                        | 4                           | 1                           |
| 2011                        | 1                           | 0                           |
| Загалом                     | 31                          | 3                           |

#### Голи за збірну
Голи та результат збірної Болгарії в таблиці подано на першому місці.'
| №  | Дата            | Місце                           | Суперник  | Рахунок | Результат | Змагання                           |
| -- | --------------- | ------------------------------- | --------- | ------- | --------- | ---------------------------------- |
| 1. | 28 квітня 2004  | Васил Левський, Софія, Болгарія | Камерун   | 3–0     | 3–0       | Товариський матч                   |
| 2. | 8 жовтня 2005   | Васил Левський, Софія, Болгарія | Угорщина  | 2–0     | 2–0       | кваліфікація чемпіонату світу 2006 |
| 3. | 26 березня 2008 | Васил Левський, Софія, Болгарія | Фінляндія | 1–1     | 2–1       | Товариський матч                   |

## Досягнення

### Клубні
«Коджаеліспор»
- Кубок Туреччини
  -  Володар (1): 2001/02

«Кайсері Ерджіясспор»
- Кубок Туреччини
  -  Фіналіст (1): 2006/07